# Jiří Novák
Jiří Novák (Zlín, 22 de marzo de 1975) es un extenista profesional checo.
Jugador checo profesional desde 1993, dueño de un tenis monótono, poco vistoso, pero de mucha paciencia, garra y muy efectivo, era capaz de mantener la pelota en juego durante largo tiempo posibilitando el desgaste del oponente y esperando la oportunidad de conseguir el punto.
No tenía ningún golpe ganador, un saque regular y previsible, pero si un buen drive y un correcto revés y su estrategia suponía pasar pelotas hasta atacar la red donde poseía una buena cobertura de red producto de ser un muy buen doblista o bien esperar el error del rival, sus partidos solían durar bastante y para el público no era un jugador vistoso, pero consiguió títulos en sencillos y dobles por su tenacidad. A su sólido juego debe sumarse una sólida mentalidad ganadora. Se retiró en el 2007. 
Tiene la particularidad de ser el único jugador en toda la historia de la Copa Davis que le pudo ganar un partido en sencillos a Rafael Nadal en dicho torneo.

## Torneos de Grand Slam

### Finalista Dobles
| Año  | Torneo    | Pareja         | Oponentes en la final       | Resultado          |
| 2001 | Wimbledon | David Rikl     | Donald Johnson Jared Palmer | 6-4, 4-6, 6-3, 7-6 |
| 2002 | US Open   | Radek Štěpánek | Mahesh Bhupathi Max Mirnyi  | 3-6 6-3 4-6        |

## Títulos

### Individuales
| Leyenda                |
| Grand Slam (0)         |
| Tennis Masters Cup (0) |
| ATP Masters Series (0) |
| ATP Tour (7)           |

| N.º | Fecha                 | Torneo           | Superficie    | Oponente en la final | Resultado           |
| --- | --------------------- | ---------------- | ------------- | -------------------- | ------------------- |
| 1.  | 8 de enero de 1996    | Auckland         | Dura          | Brett Steven         | 6-4 6-4             |
| 2.  | 26 de octubre de 1998 | Ciudad de México | Tierra batida | Xavier Malisse       | 6-3 6-3             |
| 3.  | 30 de abril de 2001   | Múnich           | Tierra batida | Antony Dupuis        | 6-4 7-5             |
| 4.  | 9 de julio de 2001    | Gstaad           | Tierra batida | Juan Carlos Ferrero  | 6-1 6-7(5) 7-5      |
| 5.  | 7 de julio de 2003    | Gstaad           | Tierra batida | Roger Federer        | 5-7 6-3 6-3 1-6 6-3 |
| 6.  | 4 de octubre de 2004  | Tokio            | Dura          | Taylor Dent          | 5-7 6-1 6-3         |
| 7.  | 25 de octubre de 2004 | Basilea          | Carpeta       | David Nalbandián     | 5-7 6-3 6-4 1-6 6-2 |

### Finalista en individuales
- 1996: México (pierde ante Thomas Muster)
- 2002: Viena (pierde ante Roger Federer)
- 2002: Madrid Masters (pierde ante Andre Agassi)
- 2003: Dubái (pierde ante Roger Federer)
- 2003: Shanghái (pierde ante Mark Philippoussis)
- 2005: Delray Beach (pierde ante Xavier Malisse)

### Clasificación en torneos del Grand Slam
| Torneo               | 2006 | 2005 | 2004 | 2003 | 2002 | 2001 | 2000 | 1999 | 1998 | 1997 | 1996 | 1995 | Acumulado |
| -------------------- | ---- | ---- | ---- | ---- | ---- | ---- | ---- | ---- | ---- | ---- | ---- | ---- | --------- |
| Abierto de Australia | -    | -    | 3r   | 3r   | SF   | -    | 2r   | 3r   | -    | 2r   | 1r   | -    | 0         |
| Roland Garros        | 1r   | 2r   | 2r   | 4r   | 3r   | 3r   | 1r   | 2r   | -    | -    | 2r   | -    | 0         |
| Wimbledon            | 1r   | 3r   | 1r   | 3r   | 2r   | 2r   | 1r   | 2r   | 1r   | 1r   | 2r   | -    | 0         |
| US Open              | 4r   | 2r   | 3r   | 3r   | 4r   | 3r   | 3r   | 4r   | 1r   | 2r   | 2r   | 1r   | 0         |
| Tennis Masters Cup   |      | -    | -    | -    | RR   | -    | -    | -    | -    | -    | -    | -    | 0         |

### Dobles
| Leyenda                |
| Grand Slam (0)         |
| Tennis Masters Cup (0) |
| ATP Masters Series (3) |
| ATP Tour (15)          |

| N.º | Fecha                    | Torneo                 | Superficie    | Pareja         | Oponentes en la final                  | Resultado   |
| --- | ------------------------ | ---------------------- | ------------- | -------------- | -------------------------------------- | ----------- |
| 1.  | 11 de septiembre de 1995 | Bogotá                 | Tierra batida | David Rikl     | Steve Campbell MaliVai Washington      | 7-6 6-2     |
| 2.  | 23 de octubre de 1995    | Santiago               | Tierra batida | David Rikl     | Shelby Cannon Francisco Montana        | 6-4 4-6 6-1 |
| 3.  | 25 de marzo de 1996      | Casablanca             | Tierra batida | David Rikl     | Tomás Carbonell Francisco Roig         | 7-6 6-3     |
| 4.  | 8 de julio de 1996       | Gstaad                 | Tierra batida | Pavel Vízner   | Trevor Kronemann David Macpherson      | 4-6 7-6 7-6 |
| 5.  | 13 de octubre de 1997    | Ostrava                | Carpeta       | David Rikl     | Donald Johnson Francisco Montana       | 6-2 6-4     |
| 6.  | 2 de febrero de 1998     | Split                  | Carpeta       | Martin Damm    | Fredrik Bergh Patrik Fredriksson       | 7-6 6-2     |
| 7.  | 10 de agosto de 1998     | San Marino             | Tierra batida | Martin Damm    | Mariano Hood Sebastián Prieto          | 6-4 7-6     |
| 8.  | 17 de agosto de 1998     | Indianápolis           | Dura          | David Rikl     | Mark Knowles Daniel Nestor             | 6-2 7-6     |
| 9.  | 26 de octubre de 1998    | Ciudad de México       | Tierra batida | David Rikl     | Daniel Orsanic David Roditi            | 6-4 6-2     |
| 10. | 7 de febrero de 2000     | Dubái                  | Dura          | David Rikl     | Robbie Koenig Peter Tramacchi          | 6-2 7-5     |
| 11. | 10 de julio de 2000      | Dubái                  | Tierra batida | David Rikl     | Jérôme Golmard Michael Kohlmann        | 3-6 6-3 6-4 |
| 12. | 17 de julio de 2000      | Stuttgart (outdoor)    | Tierra batida | David Rikl     | Lucas Arnold Donald Johnson            | 5-7 6-2 6-3 |
| 13. | 30 de octubre de 2000    | Stuttgart TMS (indoor) | Dura          | David Rikl     | Donald Johnson Piet Norval             | 3-6 6-3 6-4 |
| 14. | 19 de marzo de 2001      | Miami TMS              | Dura          | David Rikl     | Jonas Björkman Todd Woodbridge         | 7-5 7-6(3)  |
| 15. | 30 de julio de 2001      | Montreal TMS           | Dura          | David Rikl     | Donald Johnson Jared Palmer            | 6-4 3-6 6-3 |
| 16. | 12 de julio de 2004      | Stuttgart              | Tierra batida | Radek Štěpánek | Simon Aspelin Todd Perry               | 6-2 6-4     |
| 17. | 25 de julio de 2005      | Umag                   | Tierra batida | Petr Pála      | Michal Mertinak David Škoch            | 6-2 6-4     |
| 18. | 16 de julio de 2006      | Gstaad                 | Tierra batida | Andrei Pavel   | Marco Chiudinelli Jean Claude Scherrer | 6-3 6-1     |

### Finalista en dobles (torneos destacados)
- 1999: Masters de Montecarlo (junto a David Rikl pierden ante Olivier Delaitre y Tim Henman)
- 2001: Wimbledon
- 2002: US Open